# Suezkrise
Die Suezkrise oder Sueskrise (auch Suezkrieg, Sinai-Krieg und Sinai-Feldzug) war ein internationaler Konflikt im Oktober 1956 zwischen Ägypten auf der einen Seite und dem Vereinigten Königreich, Frankreich und Israel auf der anderen Seite. Auslöser war die Verstaatlichung der mehrheitlich britisch-französischen Suezkanal-Gesellschaft durch den ägyptischen Präsidenten Gamal Abdel Nasser. Dieser wollte dadurch das formal souveräne Ägypten aus der britischen Einflusssphäre befreien. Für das Vereinigte Königreich hatte der Suezkanal große Bedeutung für die Erdölversorgung. Frankreich war durch die ägyptische Unterstützung der algerischen Befreiungsbewegung FLN motiviert, die gegen die französische Kolonialherrschaft kämpfte. Israel wollte sich aus der arabischen Umklammerung und von andauernden Grenzgefechten mit Palästinensern befreien.
Nach ergebnislosen internationalen Verhandlungen über die Nutzungsrechte am Suezkanal planten Frankreich und das Vereinigte Königreich, den zu einem „Hitler vom Nil“ stilisierten Nasser zu stürzen. Das Vereinigte Königreich, Frankreich und Israel vereinbarten daher, dass Ägypten zuerst von Israel auf der Halbinsel Sinai und am Gazastreifen angegriffen werden würde und das Vereinigte Königreich und Frankreich dann im Rahmen eines als Vermittlungsmission getarnten Luftlandeangriffs den Suezkanal besetzen und fortan dauerhaft kontrollieren würden.
Nach dem Angriff der drei Staaten auf Ägypten brachten jedoch die USA und die Sowjetunion das britisch-französische Unternehmen vor die UNO und erzwangen auf diesem Weg den Rückzug der französischen, britischen und israelischen Truppen aus den Gebieten, die sie in Ägypten besetzt hatten. Im Dezember 1956 wurde eine UN-Friedenstruppe an die israelisch-ägyptische Grenze verlegt und im März 1957 die Krise beigelegt. Der geplante Sturz Nassers und ein Regimewechsel waren nicht erreicht worden.
Das Ergebnis war zunächst eine Stärkung der ägyptischen Position im Nahen Osten. Mittelfristig führten die Ereignisse zu einer engen Bindung Ägyptens an die Sowjetunion. Der Nahostkonflikt wurde dadurch Teil des Kalten Kriegs. Vor allem aber mussten die alten europäischen Kolonialmächte erkennen, dass sich die beiden Weltmächte USA und Sowjetunion zeitweise für ein gemeinsames Ziel verbünden konnten, obwohl sie im Kalten Krieg Gegner waren. Eigenständige Operationen der europäischen Großmächte waren fortan nicht mehr möglich. Die Suezkrise offenbarte, dass die Welt nun von den beiden neuen Supermächten dominiert wurde; Frankreich und das Vereinigte Königreich waren zu zweitrangigen Akteuren geworden.
Dass das Vereinigte Königreich und Frankreich versuchten, Ägypten durch militärische Aggression zur Rückgabe des Suezkanals zu zwingen und sein Regime zu stürzen, während zur selben Zeit die Sowjetarmee den Ungarischen Volksaufstand niederschlug, stellte die Länder in der öffentlichen Wahrnehmung überdies auf eine gleiche, spätimperialistische Stufe. Die bis dahin „letzte Entfaltung des imperialen Machismo“ löste weltweit Empörung und Kritik aus.

## Vorgeschichte
Die Ursachen der Krise liegen in der Struktur der Nutzung des Suezkanals begründet. Die Erteilung einer Konzession zum Bau an eine ausländische Gesellschaft schloss die wirtschaftliche Nutzung des Kanals bis 1968 durch dieselbe Gesellschaft mit ein. Zudem stieg mit zunehmender wirtschaftlicher Bedeutung des Erdöls die Abhängigkeit der europäischen Mächte von der Nutzung des Kanals. Vor allem das Vereinigte Königreich versuchte, durch starke Einflussnahme auf die Innenpolitik Ägyptens und durch militärische Präsenz am Suezkanal die freie Durchfahrt zu erreichen.
Nach dem Zweiten Weltkrieg hatte sich die Kolonialherrschaft Frankreichs in Französisch-Westafrika zunächst wieder gefestigt. Im arabisch geprägten Nordafrika kam es zu Beginn der 1950er Jahre zum offenen Kampf von nationalen Bewegungen gegen die koloniale Herrschaft. Frankreich musste 1956 seine Protektorate Französisch-Marokko und Tunesien aufgeben, führte aber mit einem Großteil seiner Streitkräfte noch Krieg gegen die algerische Befreiungsfront FLN.
Das infolge des Zweiten Weltkriegs geschwächte Vereinigte Königreich zog sich schrittweise und weitgehend friedlich aus dem Nahen Osten zurück. Ägypten verblieb zunächst im britischen Machtbereich, erhielt aber zunehmende Unabhängigkeit, zumal König Faruq mit der britischen Politik kooperierte. Die britischen Truppen zogen 1946 aus Ägypten ab, verblieben aber in der Suezkanalzone, für die sie sich im britisch-ägyptischen Vertrag von 1936 Stationierungsrechte vorbehalten hatten.
Die ägyptische Aufkündigung dieses Vertrages im Jahr 1951 führte zu Spannungen. Nach dem Sturz König Faruqs durch einen Militärputsch im Jahr 1952 kam eine neue Generation nationalistischer und panarabischer Politiker an die Macht, die den Druck auf die Briten erhöhte. Im Gefolge der Machtübernahme des Obersten Gamal Abdel Nasser einigte man sich schließlich im Suez-Abkommen auf den Abzug der britischen Truppen. 1953 waren am Suezkanal etwa 80.000 britische Soldaten stationiert; bis Juni 1956 zogen die Briten ihre Truppen zurück.
Nasser plante zur Beseitigung des Massenelends den Bau des Assuan-Staudamms. Weil die westlichen Länder, vor allem die USA, dem neuen Regime Entwicklungshilfe verweigerten, wandte Nasser sich erfolgreich an die Sowjetunion. 1955 schien es, Ägypten würde sich dem Sowjetblock anschließen, als es Waffenlieferungsabkommen mit der Tschechoslowakei abschloss und eine sowjetische Finanzierung des Staudamms wahrscheinlich wurde. Daraufhin zogen die USA nach und offerierten ihrerseits eine Finanzierung des Staudamms. US-Präsident Eisenhower (Amtszeit 1953–1961) zog dieses Angebot aber schon sieben Monate später am 19. Juli 1956 durch Außenminister Dulles wieder zurück, weil die ägyptische Regierung 1956 die Volksrepublik China offiziell anerkannte und ihre Neutralitätspolitik den Unwillen der USA erregte.
Nasser wendete sich scharf gegen den Westen und verstaatlichte am 26. Juli die Suezkanal-Gesellschaft, ohne sein Kabinett bei dieser Entscheidung mit einzubeziehen. Die ägyptische Armee rückte in die Büros der Suezkanal-Gesellschaft ein. Mit den Gebühren für die Benutzung des Suezkanals sollten nun die Kosten für den Bau des Staudamms aufgebracht werden. Die Aktionäre der Suez-Gesellschaft wurden finanziell entschädigt.
Das Vereinigte Königreich sah sich ökonomisch und geostrategisch attackiert. Auch Frankreich richtete sich gegen Ägypten, da Präsident Nasser den Kampf der algerischen Befreiungsfront (FLN) gegen die französische Kolonialmacht mit Waffenlieferungen unterstützte. Im Laufe des Jahres 1956 verschärfte sich zudem der Konflikt zwischen Ägypten und Israel, das sich zunehmend Angriffen durch Fedajin von ägyptischem Territorium und vom ägyptisch besetzten Gazastreifen aus erwehren musste.
Ägypten blockierte die Straße von Tiran, schnitt damit Israel vom Seehandel durch das Rote Meer ab und sperrte den Suezkanal für israelische Schiffe. Ägypten bildete zugleich gemeinsam mit Jordanien und Syrien ein „Vereinigtes Arabisches Oberkommando“, das aber faktisch nur wenig Befugnisse hatte.
Israel hoffte, sowohl die Ägypter militärisch zu schwächen als auch den Gazastreifen und Scharm El-Scheich zu erobern. Ein Fallschirmjägerüberfall auf das westliche Ende des Mitla-Passes sollte mit einer Vergeltung palästinensischer Angriffe begründet werden.

## Verlauf

### Beginn der Krise
Das Vereinigte Königreich und Frankreich riefen den UNO-Sicherheitsrat an, um Nasser per UN-Resolution zur Rückgabe des Kanals zu veranlassen. Zuvor hatten von der US-Regierung initiierte Konferenzen stattgefunden, um eine kriegerische Auseinandersetzung zu vermeiden, die aber scheiterten. Die US-Regierung schlug sich bewusst nicht auf die Seite der europäischen Mächte, um eine Auseinandersetzung mit der Sowjetunion zu vermeiden, die dann Ägypten unterstützt hätte. Die Sowjetunion und Indien billigten auf drei ergebnislosen internationalen Konferenzen letztlich die Verstaatlichung. Die von Frankreich und dem Vereinigten Königreich angestrebte UN-Resolution war gar nicht auf Erfolg ausgelegt – ein Veto der Sowjetunion wurde erwartet und war sogar erwünscht, da das Vereinigte Königreich und Frankreich damit einen Vorwand gehabt hätten, Ägypten anzugreifen, um Staatspräsident Nasser zu stürzen. Allerdings ist ein Putschversuch von Seiten des Vereinigten Königreichs und Frankreichs nicht belegbar, im Gegenteil. In seiner „Footnote to History“ belegt der damalige US-Botschafter in London eindeutig, dass eine Absetzung Nassers gänzlich anderer militärischer Vorbereitungen bedurft hätte. Zudem erklärte der britische General Charles Keightley, der für die Besetzung Ismailias zuständig war, eindeutig, sein Auftrag sei allein die Errichtung eines Waffenstillstandes gewesen. Der britische Premier Eden wollte zwar die „Zerstörung“ Nassers, doch hoffte man dies dadurch zu erreichen, dass die militärische Niederlage in Suez den Sturz Nassers nach sich ziehen würde.

### Vorbereitungen
Um die öffentliche Meinung auf die Notwendigkeit eines Krieges einzustimmen, forderte der britische Premierminister Anthony Eden, dass man der Bedrohung durch den „Mussolini vom Nil“ entschlossen entgegentreten müsse. Dies verfehlte seine Wirkung nicht, denn Eden galt als entschiedener Gegner der Appeasement-Politik gegenüber Hitler und Mussolini. Eden erhielt vom Air Marshal Denis Barnett die Versicherung, dass Luftangriffe bereits reichen würden, um einen Sturz der Regierung Nasser zu erreichen. Am 27. Juli 1956 wurde in den britischen Streitkräften ein Planungsstab gebildet, der den Angriff auf Ägypten unter der Bezeichnung „Operation Musketeer“ entwerfen sollte. Der Plan sah massive Luftangriffe auf die Flugplätze der ägyptischen Luftwaffe und danach auf Bodentruppen vor. Danach sollte die Luft- und Seelandung erfolgen. Hierzu sammelte sich eine große Armada vor Malta und Algier, noch während der Deeskalationsbemühungen Washingtons.
Allerdings gab es erhebliche Meinungsverschiedenheiten darüber, wie weit eine Schwächung der Bodentruppen durch eine reine Luftvorbereitung überhaupt möglich sei und wo genau die anschließende Landung stattfinden sollte. Zwischenzeitlich fassten die Militärplaner Alexandria als Ort des Angriffs ins Auge. Damit wäre zwar keine unmittelbare Eroberung der Kanalzone möglich gewesen, aber Alexandria war für die britischen und französischen Streitkräfte leichter zu erreichen und eine größere politische Wirkung für einen Sturz Nassers war abzusehen. Im September lehnte der Ägypten-Ausschuss diesen Plan jedoch ab. Vermutlich erschien es der Politik zu schwierig, einen Angriff auf Alexandria mit der Eroberung der Kanalzone zu rechtfertigen. Zudem wollten einzelne Vertreter des französischen Militärs die Operation auf die Kanalzone begrenzen. Darauf wies der Ägypten-Ausschuss das Militär an, einen Angriff auf Port Said zu planen. Zugleich begannen die Franzosen mit der parallelen Planung eines Angriffs auf Port Said. Auch ein Angriff auf das südliche Kanalende war kurzzeitig im Gespräch, wurde aber wieder verworfen. Am 19. September wurde dem britischen Kabinett der überarbeitete Plan „Musketeer Revise“ vorgelegt. Er sah neben der weitgehenden Vernichtung der ägyptischen Kampfkraft durch Luftschläge auch eine umfassende psychologische Wirkung der Luftangriffe vor, die den Kampfeswillen von Militär, Bevölkerung und Politik brechen sollte.
Bei mehreren Treffen in Sèvres nahe Paris wurde die Zusammenarbeit zwischen dem französischen und dem israelischen Geheimdienst verstärkt. Am 29. September trafen sich Frankreichs Außenminister Christian Pineau und Verteidigungsminister Maurice Bourgès-Maunoury mit Israels Vertretern Golda Meïr, Schimon Peres und Mosche Dajan. Im Oktober folgten Zusicherungen Frankreichs und des Vereinigten Königreichs über Waffenlieferungen. Frankreich sagte außerdem den Schutz des israelischen Luftraums und der Küste zu. Zudem wollte Frankreich mit seinem Veto im UN-Sicherheitsrat einer gegen Israel gerichteten Entscheidung entgegenwirken. Israel sollte eine Invasion starten, so dass das Vereinigte Königreich und Frankreich als vermeintliche Friedensmächte intervenieren könnten. Die Europäer würden dann die israelischen und ägyptischen Armeen zum Rückzug auf die jeweilige Seite des Kanals bewegen und eine britisch-französische Interventionsstreitkraft am Kanal um Port Said stationieren. Am 24. Oktober unterzeichneten die drei Staaten ein Abkommen über ihr Vorgehen.

### Die Invasion

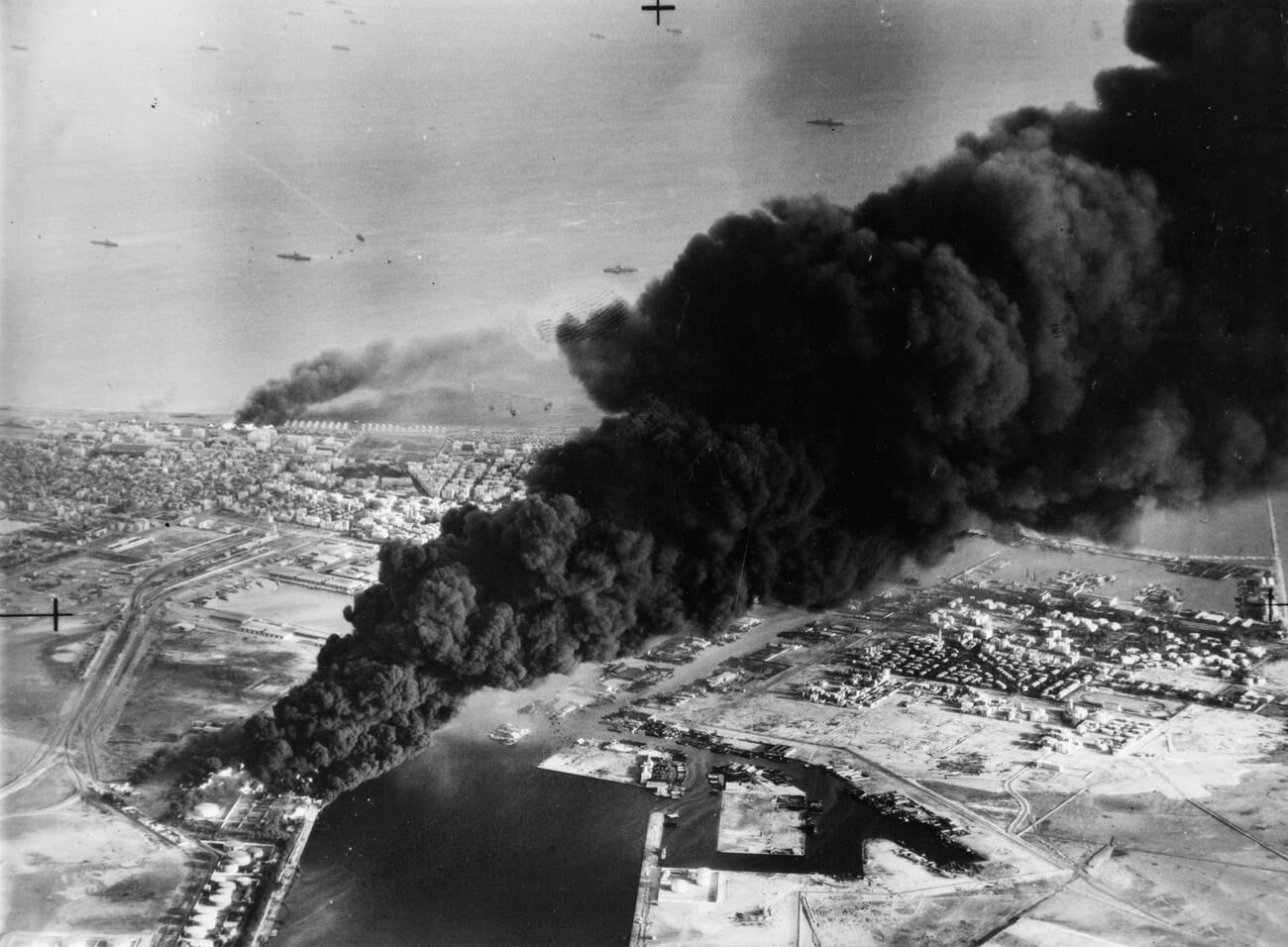
Brennende Öltanks in Port Said nach dem englisch-französischen Angriff, 5. November 1956.

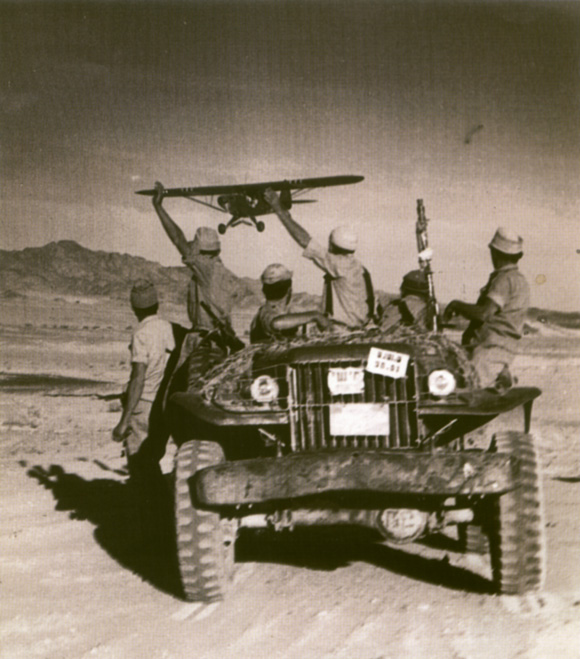
Israelische Soldaten winken einem französischen Flugzeug (Piper Cub).

Am 29. Oktober 1956 begann Israel mit der Invasion des Gazastreifens und der Sinai-Halbinsel (Operation Kadesh) und stieß schnell in Richtung des Kanals vor.
Am folgenden Nachmittag wurde der ägyptische Botschafter in London ins Foreign Office einbestellt und erhielt vom Vertreter des britischen Außenministers Selwyn Lloyd, Sir Ivone Kirkpatrick sowie vom französischen Außenminister Christian Pineau einen Forderungskatalog überreicht. In dem auf zwölf Stunden befristeten britisch-französischen Ultimatum wurde von den ägyptischen Truppen verlangt, zehn Meilen hinter den Suez-Kanal zurückzuweichen und damit die ganze Sinai-Halbinsel zu räumen. Den Israelis wurde ihrerseits aufgetragen, nicht näher als zehn Meilen an den Suez-Kanal heranzurücken. So weit waren sie zu diesem Zeitpunkt allerdings noch gar nicht vorgedrungen. Zudem wurde von Ägypten das Einverständnis zu der vorübergehenden Besetzung von Sues, Ismailia und Port Said gefordert.
Präsident Nasser wies die Forderung und das Ultimatum wie erwartet zurück. Durch seine Ablehnung lieferte er dem Vereinigten Königreich und Frankreich den erwünschten Vorwand, die Kontrolle über den Kanal militärisch zu erringen und das Regime Nassers zu stürzen.
Am 31. Oktober begannen das Vereinigte Königreich und Frankreich mit der Bombardierung ägyptischer Flughäfen. Einen Tag zuvor waren die Ziele psychologischer Kriegsführung fallen gelassen worden. Die Luftwaffe sollte sich nun auf militärische Ziele konzentrieren. Anfang November kam es zu diplomatischen Auseinandersetzungen zwischen dem Vereinigten Königreich und Frankreich, da die britische Regierung nur teilweise über die Unterstützung der französischen Luftwaffe für Israel informiert worden war. Die Briten wollten den Anschein aufrechterhalten, dass die Europäer neutral seien und keineswegs Israel unterstützten.
Das israelische Fallschirmjäger-Bataillon 890 hatte inzwischen nach einer Luftlandung den Ostausgang des strategisch wichtigen Mitla-Passes gesichert. Der Rest der Fallschirmjäger-Brigade 202 unter Ariel Scharon kämpfte sich in zwei Tagen auf dem Landweg die 200 km durch feindliches Gebiet zum Mitla-Pass vor. Ein israelischer Spähtrupp geriet im Pass unter schweres ägyptisches Feuer und wurde vom Rückweg abgeschnitten. Scharon ließ seine Männer den Pass einnehmen, um den Spähtrupp zu retten und gleichzeitig die einzig mögliche Stelle für einen größeren ägyptischen Gegenangriff im südlichen Sinai nachhaltig zu sichern.
Zwei Stunden vor dem Absprung der Fallschirmjäger hatten vier israelische P-51 Mustang im Tiefflug mit ihren Propellern und Tragflächen etliche Telefonleitungen auf dem Sinai zerschnitten und so die Kommunikation zwischen den ägyptischen Kommandozentralen gekappt.
Am 5. November landeten 668 britische Fallschirmjäger in Port Said am Flughafen Gamil, sicherten das Gelände und errichteten eine Basis zur Luftunterstützung. In den frühen Morgenstunden des 6. November landeten die Kommandos 40 und 42 der Royal Marines mit amphibischen Fahrzeugen und Feuerunterstützung von Kriegsschiffen an den Stränden Ägyptens. Port Said wurde durch verheerende Brände fast vollständig zerstört.
Beim weiteren Vorstoß trafen die Landekommandos auf harten Widerstand. Kommando 45 der Marines griff per Hubschrauber an – die erste Operation dieser Art in der Kriegsgeschichte – und begann mit dem Häuserkampf in einer Region, wo der Besitz von Schusswaffen auch unter Zivilisten nichts Ungewöhnliches ist. Ägyptische Scharfschützen und Friendly Fire fügten den Marineinfanteristen zwar schmerzhafte Verluste zu, trotzdem konnten diese das Gefecht für sich entscheiden.
Das eilig verbreitete Gerücht, die sowjetische Armee käme Ägypten zur Hilfe, konnte Nassers demoralisierte Truppen nicht mehr stabilisieren: Die ägyptische Armee und ihre sieben gepanzerten Divisionen mussten wegen des schnellen Vorstoßes der Angreifer und deren Luftüberlegenheit zurückweichen.
Die Kommandos erreichten den Kanal und wandten sich nach Südwesten in Richtung Kairo. Jetzt, da der Kanal in den Händen der Kolonialmächte war, sicherten sie vor einem weiteren Vorstoß nach Süden und Westen ihre Positionen.

### Politischer Druck, Waffenstillstand und Rückzug

Israelische Truppen ziehen aus dem Sinai ab.

Wider Erwarten erhielten die europäischen Mächte keine Rückendeckung der USA für ihr Vorgehen. Der britische Premierminister Eden hatte damit gerechnet, US-Präsident Eisenhower würde sich trotz Vorbehalts im Kriegsfall auf die Seite seiner zentralen europäischen Alliierten schlagen. Vor dem Hintergrund des Kalten Krieges verfolgte Washington jedoch eine Containment-Politik und hielt gute Beziehungen zu Staaten der Dritten Welt für wichtiger als britisch-französische Macht- und Wirtschaftsinteressen.
Die Vereinigten Staaten und die Sowjetunion brachten Resolutionsentwürfe im Sicherheitsrat der Vereinten Nationen ein, um den Konflikt zu beenden. Frankreich und das Vereinigte Königreich als Veto-Mächte im Sicherheitsrat verhinderten jeweils verabredungsgemäß die Verabschiedung dieser Resolutionen. Mit Beginn der Bodenoperationen wuchs der diplomatische Druck auf das Vereinigte Königreich, Frankreich und Israel stark an. Am 31. Oktober stoppten die USA die Entwicklungshilfe für Israel und das Vereinigte Königreich und drohten mit dem Verkauf von Reserven britischer Währung, was den Pfund-Kurs hätte einbrechen lassen können.
Um eine weitere Eskalation des Konfliktes zu vermeiden, beantragte die US-Regierung mit der Sowjetunion auf der Basis der Uniting for Peace-Resolution eine „Notfallsitzung“ (emergency special session) der Generalversammlung der Vereinten Nationen. Notfallsitzungen können einberufen werden, wenn Entscheidungen im Sicherheitsrat blockiert werden.
Die Generalversammlung verabschiedete nach mehreren Sitzungstagen vier Resolutionen. Am 2. November 1956 erklärte die Generalversammlung die Aktionen für völkerrechtswidrig und forderte von Israel – und nur Israel – die Einstellung der Kampfhandlungen und den Rückzug hinter die Waffenstillstandslinie, am 4. November die Aufstellung einer UNO-Friedenstruppe.
Israel versuchte, den unvermeidbaren Rückzug seiner Truppen zu verzögern und vorher völkerrechtliche Garantien von der UNO zu erreichen: Gewährleistung sicherer Grenzen und freie Schifffahrt für Israel durch die Straße von Tiran in den Indischen Ozean. Die USA unterstützten diese Forderung.
Am 5. November drohte die sowjetische Regierung Frankreich und dem Vereinigten Königreich, „mit der Anwendung von Gewalt die Aggressoren zu vernichten und den Frieden im Nahen Osten wiederherzustellen“. Parteichef Chruschtschow sprach sogar von der – militärisch damals noch nicht verwirklichbaren – Zerstörung westlicher Hauptstädte mit Atomwaffen. Der sowjetische Ministerpräsident Bulganin richtete an Israel die Warnung: Als Vollstrecker eines fremden Willens und im Auftrag anderer treibt die Regierung Israels ein verbrecherisches und unverantwortliches Spiel mit dem Schicksal der Welt, mit dem Schicksal ihres eigenen Volkes. Sie sät unter den Völkern des Ostens einen Hass, der sich auf die Zukunft Israels auswirken muss und seine staatliche Existenz in Frage stellt... Wir erwarten, dass die Regierung Israels sich eines Besseren besinnt, ehe es zu spät ist, und ihre militärischen Operationen gegen Ägypten einstellt. Gleichzeitig rief sie ihren Botschafter aus Tel Aviv ab.
Aufgrund des massiven politischen Drucks vor allem von Seiten der USA stellten am 6. November 1956 das Vereinigte Königreich, Frankreich und Israel die Kampfhandlungen ein. Das Vereinigte Königreich und Frankreich schlossen am 6. November einen Waffenstillstand mit Ägypten.
Der Kriegsschauplatz wurde am 22. Dezember 1956 von den Angreifern wieder geräumt. Am 7. März 1957 verließen die letzten israelischen Soldaten ägyptisches Territorium. Die UNO-Vollversammlung hatte zuvor die Forderung nach Truppenrückzug am 24. November 1956, am 19. Januar und 2. Februar 1957 wiederholt. Die Vereinten Nationen stellten die United Nations Emergency Force (UNEF I) auf und stationierten sie zur Sicherung der Grenze zwischen Israel und Ägypten und zur Garantie des Durchfahrtrechts israelischer Schiffe durch die Straße von Tiran im Gazastreifen und im Ostsinai. UNEF I war die erste friedenserhaltende (peacekeeping) militärische Streitkraft der Vereinten Nationen.
Die Aktionäre der Suezkanal-Gesellschaft wurden von Ägypten finanziell entschädigt. Ägypten öffnete den Suezkanal wieder für die internationale Schifffahrt und bekräftigte am 4. April 1957 in einer völkerrechtlich bindenden Erklärung die Konvention von 1888.
Im Sechstagekrieg 1967 wurde diese Konvention erneut gebrochen. Ägypten sperrte den Suezkanal exakt acht Jahre lang – bis zum 4. Juni 1975. Nach Nassers Tod am 28. September 1970 ließ dessen Nachfolger Sadat die Blockade fortsetzen.

## Konsequenzen
Nach dem anfänglichen militärischen Erfolg war die Suezkrise gerade für Großbritannien zu einer Demütigung ersten Ranges geworden. In der Folge musste Premierminister Anthony Eden zurücktreten, die britische Wirtschaft und Währung gerieten unter Druck. Der Verlust der Weltmachtstellung des Vereinigten Königreichs wurde offenkundig – es war der letzte Versuch der früheren Weltmacht, ohne Zusammenarbeit mit der neuen Supermacht USA ihre Interessen militärisch durchzusetzen. Das Vereinigte Königreich war fortan nur noch ein Mittelstaat. Zudem wuchs nun der Widerstand der Staaten der Dritten Welt: Die Niederlage der Briten beschleunigte die Entwicklung, mit der in den nächsten Jahren auch die übrigen britischen und französischen Kolonien ihre Unabhängigkeit anstrebten (Afrikanisches Jahr 1960). In dieser Hinsicht markierte die Suezkrise einen wichtigen Schritt auf dem Weg zur Auflösung des britischen Weltreichs und zur Dekolonisation Afrikas.
Die NATO-Mitglieder Frankreich und Vereinigtes Königreich hatten eine Invasion Ägyptens begonnen, ohne die anderen NATO-Staaten zu konsultieren oder zu unterrichten. Die USA als dominierender NATO-Staat lehnten dieses Vorgehen strikt ab. Bei den Regierungen des Vereinigten Königreichs und Frankreichs entstand in der Folge der Eindruck eines Zusammengehens der Supermächte USA und Sowjetunion in dieser Krise, gegen die Interessen europäischer NATO-Staaten.
Frankreich versuchte in den folgenden Jahren, seinen Einfluss in der NATO zu erhöhen, scheiterte damit jedoch; es richtete seine Verteidigungspolitik danach zunehmend national aus und arbeitete auch auf eine rein nationale nukleare Handlungsfähigkeit hin.
Israel setzte zwar noch auf das Vereinigte Königreich und Frankreich als Unterstützer seiner Außenpolitik, in zunehmendem Maß aber auch auf die USA. Angesichts des britisch-französischen Suez-Debakels betrachteten sich die USA nun als alleinige Verteidiger westlicher Interessen im Nahen Osten, wovon Israel in Form amerikanischer Sicherheitsgarantien und Waffenlieferungen profitierte.
Die Sowjetunion schaltete sich in der Folge in den Nahostkonflikt ein und unterstützte Ägypten und Syrien militärisch und wirtschaftlich. Zudem konnte sie den Ungarn-Aufstand ungehindert niederschlagen, da Washington für die „Uniting-for-peace“-Resolution auf die Unterstützung der Sowjetunion angewiesen war.
Auf ägyptischer Seite stärkte die Krise trotz militärischer Niederlage massiv die Position Nassers in der arabischen Welt und seinen Panarabismus. Nasser gelang es dabei, die militärische Niederlage vor der arabischen Öffentlichkeit in einen politischen Sieg zu verwandeln. In nicht-öffentlichen Gesprächen sagte er, dass er von der Leistung des ägyptischen Militärs enttäuscht war.
In Scharm El-Scheich und auf der ägyptischen Seite im Gazastreifen wurden Friedenstruppen der UNEF I (United Nations Emergency Force) stationiert. Damit war die Bedrohung der israelischen Grenze durch ägyptische Fedajin gebannt. Israel konnte die wirtschaftlich wichtige Schifffahrtsroute von Eilat durch den Golf von Akaba nach Ostafrika und Asien wieder benutzen. Frankreich lieferte nach dem Krieg Flugzeuge sowie Bauteile für das israelische Kernwaffenprogramm. In der arabischen Welt dagegen hatte sich nach den Worten Nahum Goldmanns das Bild Israels als eines Bundesgenossen der „imperialistischen Mächte“ [...] endgültig fixiert, und weitere Konfrontationen waren damit vorgezeichnet.
Versenkte Schiffe versperrten die Durchfahrt durch den Suezkanal noch einige Wochen. Ab dem 10. April 1957 konnte er wieder passiert werden.
Im Irak regierte der junge König Faisal II. (1935–1958), seitdem er 1953 volljährig geworden war. Das seit 1932 bestehende Königreich Irak galt als pro-britisch.
Am 24. Februar 1955 schlossen Großbritannien, Irak, Iran, Pakistan und die Türkei den Bagdadpakt.
Faisal II. ließ 1956 mehrere anti-britische Demonstrationen unterdrücken, später das Kriegsrecht ausrufen und weitere Demonstrationen vom Militär niederschlagen, um die öffentliche Ordnung wiederherzustellen.
Nachdem Nasser 1958 durch Vereinigung Ägyptens mit Syrien eine Vereinigte Arabische Republik gebildet hatte (diese bot auch weiteren arabischen Staaten den Beitritt an), reagierten die prowestlichen Haschimiten-Königreiche Irak und Jordanien im Februar 1958 mit der Bildung der monarchischen Arabischen Föderation.
Am 14. Juli 1958 putschten zwei irakische Brigaden unter Führung einer Gruppe von radikalen Offizieren gegen König und Regierung.
Faisal II., sein Onkel Kronprinz Abd ul-Ilah und der vierzehnmalige Premierminister Nuri as-Said wurden ermordet und ihre Leichen wurden durch Bagdad geschleift.